# 欣代河
欣代河（Chinde）是東非國家莫桑比克的河流，屬於尚比西河的支流，位於尚比西河三角洲，在注入莫桑比克海峽前形成淺沼澤，河畔城鎮有欣代。

## 外部連結
- Map showing the Chinde River （页面存档备份，存于）

18°35′S 36°28′E / 18.583°S 36.467°E